# الوا (کومونه)
الوا (به ایتالیایی: Elva) یک کومونه در ایتالیا است که در استان کونیو واقع شده‌است. الوا ۲۶٫۵ کیلومتر مربع مساحت و ۱۰۲ نفر جمعیت دارد و ۱٬۶۳۷ متر بالاتر از سطح دریا واقع شده‌است.

## خواهرخوانده
شهر بخش کریستینه‌هامن خواهرخواندهٔ الوا هست.